# Рендалл Бренес
Рендалл Бренес (ісп. Randall Brenes, нар. 13 серпня 1983, Сан-Хосе) — костариканський футболіст, нападник клубу «Картагінес» та національної збірної Коста-Рики.

## Клубна кар'єра
У дорослому футболі дебютував 2003 року виступами за команду клубу «Картагінес», в якій провів два сезони, взявши участь у 30 матчах чемпіонату. 
Своєю грою за цю команду привернув увагу представників тренерського штабу норвезького «Буде-Глімт», до складу якого приєднався 2005 року. Відіграв за команду з Буде наступні три сезони своєї ігрової кар'єри. 2008 року на умовах оренди приєднався до іншої норвезької команди, «Конгсвінгера», а за рік уклав з цим клубом повноцінний контракт.
З 2010 по 2012 рік знову грав на батьківщині за «Картагінес». 
Частину 2012 року провів в Азербайджані, де захищав кольори клубу «Хазар-Ланкаран». У лютому 2012 уклав з клубом дворічний контракт, який, втім, 31 липня того ж року було розірано за обопільною згодою і гравець повернувся до «Картагінеса».

## Виступи за збірну
2005 року дебютував в офіційних матчах у складі національної збірної Коста-Рики. Наразі провів у формі головної команди країни 38 матчів, забивши 8 голів.
У складі збірної був учасником розіграшу Золотого кубка КОНКАКАФ 2005 року, розіграшу Кубка Америки 2011 року, а також розіграшу Золотого кубка КОНКАКАФ 2011 року у США.
У травні 2014 року був включений до заявки збірної для участі у фінальній частині чемпіонату світу 2014.

## Титули і досягнення
- Переможець Центральноамериканського кубка: 2013